# Hypospermie

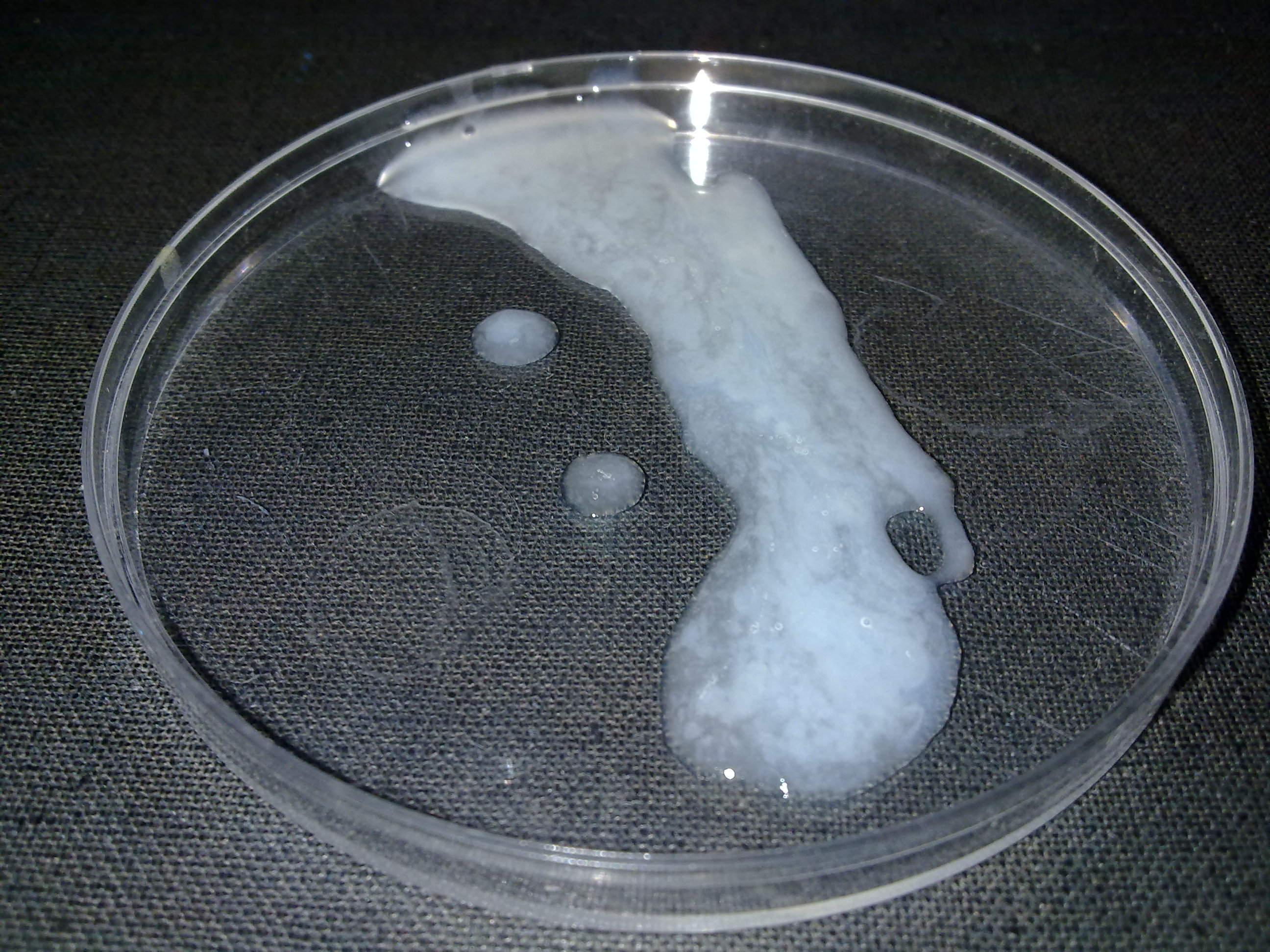
Image d'un recueil de sperme dans le cadre d'une étude.

L’hypospermie est un terme médical caractérisant une éjaculation de sperme de volume inférieur à 1,5 ml chez l'homme alors qu'une éjaculation normale correspond à environ 2 à 6 ml d'éjaculat.
Cela peut être dû au fait que l'homme ait déjà éjaculé peu de temps avant cette nouvelle éjaculation.
La conséquence de l'hypospermie est généralement une fertilité diminuée, voire la stérilité. Ceci d'autant plus qu'en cas d'hypospermie, le sperme est le plus souvent de mauvaise qualité.

## Causes de l'hypospermie
L'hypospermie peut être causée par une prostatite. Elle se traite alors habituellement par antibiothérapie voire par phagothérapie dans les pays de l'ex bloc de l'est.
Les autres causes comprennent :
- éjaculation rétrograde partielle,
- absence du canal déférent et des vésicules séminales,
- obstruction des canaux éjaculateurs,
- déficit en hormones sexuelles telles que la testostérone,
- chirurgie du col de la vessie.

Parfois, une erreur de diagnostic d'hypospermie peut survenir en raison d'une perte partielle d'un échantillon de sperme.